# داد، مید و شرکاء
داد، مید و شرکاء (انگلیسی: Dodd, Mead & Co.) یکی از پیشگامان صنعت نشر در ایالات متحده آمریکا بود که در نیویورک قرار داشت. این شرکت تحت نام‌های مختلف از ۱۸۳۹ تا ۱۹۹۰ میلادی فعال بود. از نویسندگان مشهوری که آثارشان در این انتشارات به‌چاپ رسیده می‌توان به ادوارد ابی، آگاتا کریستی، وینستون چرچیل، دابلیو. دابلیو. جیکوبز، چارلز کینگزلی و راس مک‌دانلد اشاره کرد.